# Bradley Steven Perry
Bradley Steven Perry (født 23. november 1998) er en amerikansk skuespiller, der er mest kendt for sin rolle som Gabe Duncan i tv-serien Good Luck Charlie.